# 荒木初子
荒木 初子（あらき はつこ、1917年〈大正6年〉5月10日 - 1998年〈平成10年〉9月10日）は、高知県宿毛市沖の島弘瀬出身の日本の保健婦（現・保健師）。
1949年（昭和24年）から20年以上にわたり、離島である沖の島にただ1人の保健婦として勤め、同島の保健衛生向上、乳幼児の死亡率減少、風土病であるフィラリアの撲滅に貢献し、高知の地域医療発展の先駆けとなった。第1回吉川英治文化賞受賞、1968年（昭和43年）公開の映画『孤島の太陽』のモデルとなった人物。
ただし、これらの表彰や美化については、無医地区に保健婦のみを赴任させるという、行政上の問題点の隠蔽に繋がるという指摘もある（後述）。

## 経歴

### 保健婦となるまで
少女時代に、妹を身ごもった母親が急病に見舞われ、交通の不便な離島で医師の到着が遅れて死産に終わったことをきっかけに、医療の道を志した。小学校を卒業後、高知市の高知県衛生会産婆学校に入学。在学中に母が危篤となり、急遽帰郷したものの、悪天候による船の欠航で母の最期に間に合わず、母に報いるために看護婦になる決意を固くした。
同校で看護婦と助産婦の資格を取得し、卒業後に大阪市内の病院で看護婦として勤務。有能な看護婦として周囲からの信頼を得た。しかし結核患者を手厚く看護したところ、自身も結核に感染し、1944年（昭和19年）11月に退職。静養のために沖の島へ帰郷した。
当時、結核は静養に努めるしかない不治の病気とされていた。だが、看護婦として陰日向なく働き続けていた荒木は「私に働くことが許されるなら、きっとこの病気はなおる」と語って、自分の身を天命に任せて闘病生活を送った。5年後に奇跡的に自然治癒に至った荒木は、自分の命を「一度死んで、もう一度神仏から授かった命」と受け止め、その命を世間のために役立てる決意をした。
その後、沖の島からの依頼もあって保健婦を志した。保健婦駐在制度は、1942年（昭和17年）より総動員体制の一環として全国で採用された制度であり、保健婦が保健所内ではなく村々に駐在して住民の管理指導にあたるものである。戦後のGHQによる日本民主化にあたってこの制度も改革対象となり、保健婦は後のような保健所内での勤務となっていた。しかし高知のみは保健婦駐在制度を継承しており、戦前に一部の町村でのみ行われていたこの制度が、県下の全市町村で実施されたのである。
荒木は1949年に高知県保健婦養成所に入り、高知県保健婦第1号、後に日本看護協会理事となる上村聖恵に教えを受けた。同所で保健婦の資格を取得後、同年10月に沖の島の駐在保健婦として赴任した。

### 保健婦活動

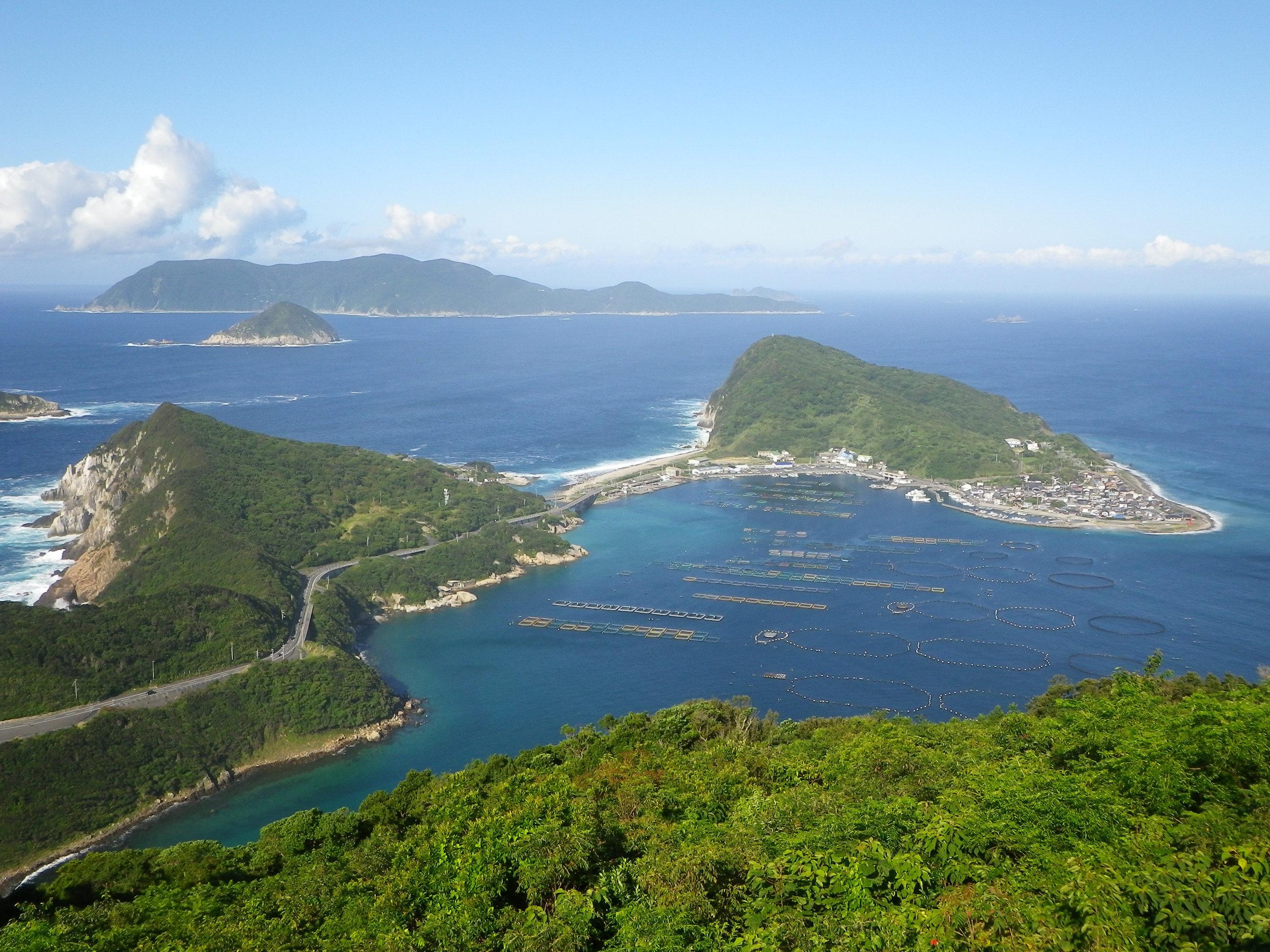
大堂海岸から遠く望む沖の島（奥）

荒木の赴任当時、沖の島には3千人以上の島民がいた。無医地区の上に、衛生環境も悪かった。当時の統計によれば自然死が0であり、これは病気による死亡率の圧倒的な高さを意味しており、中でも医療水準と衛生知識の不備による病気が大半であった。さらに乳幼児の死亡率は、出生1000人に対して全国平均が60人であったのに比べ、その約4倍の217人もの高確率であり、しかも乳児の93パーセントは標準体重以下であった。それに加えて戦後の食糧難にも見舞われ、荒木は後に当時の生活の貧しさをNHKのドラマにたとえ「『おしん』のようだった」と語っている。
荒木は、午前中に勤務先である保健所の支所で実務をこなすと、午後からは島内の各家庭を1人で巡回訪問した。島内はほとんどが傾斜地である上、当時は道路が未整備であり、自転車も使えず、毎日徒歩での山越えだった。道は迷路のように入り組んだ石段ばかりであり、中には石段が三百段余りある道もあった。
島内に病人が出れば、昼夜を問わず駆けつけた。急病の子供を抱えた島民が、夜間に自宅まで駆け込んで来ることもあった。隣の鵜来島にも兼任していたため、同島に保健指導に出向いたときは、深夜の帰宅も珍しくなく、悪天候時は船の欠航により数日間も足止めに遭うこともあった。1日24時間のうち睡眠時間以外はほとんど仕事に費やし、趣味も持たず、私生活らしい私生活を送ることはなかった。
島にはほかに助産婦がいなかったために助産婦としても務め、島のすべての助産に携った。夜中に山を徒歩で越えて助産に駆けつけたこともあった。島民たちによれば、荒木が助産婦となって以来、死産は一度もなかったという。育児面でも常に的確なアドバイスを与え尽力した。
漁師の多い島は食事が偏り、それを酒でごまかす者も多かったため、栄養改善にも取り組み、バランスのとれた食事を島民たちに勧めた。
こうした努力が実り、荒木赴任から9年後の1958年（昭和33年）には、乳児の死亡は1人にとどまり、同年から1964年（昭和39年）にかけてはわずか7人、翌1965年（昭和40年）、1966年（昭和41年）には2年連続でついに0となった。この8年間での乳児死亡率は、出生1000人に対して20人であり、これは全国平均の27人をはるかに下回る数値である。この数値は乳幼児の発育状態にもあらわれ、標準体重以上の乳児は60パーセントを占めるまでに改善された。

#### フィラリア対策
荒木の赴任当時、沖の島は島民の1割、300人以上が風土病であるフィラリアとその後遺症に苦しんでいた。荒木の赴任の目的の一つは、このフィラリアの撲滅にあった。荒木によるフィラリア対策は1953年（昭和28年）から始められており、1960年（昭和35年）に高知県により大規模な実態調査が開始されたことでより本格化した。
フィラリアはカが媒介する。よって、荒木は婦人会に出席し、カの撲滅と衛生環境の改善を説いた。島には人の踏み込めない樹林地帯があることから、カの撲滅は不可能と主張する島民もいたが、荒木は考えを曲げなかった。墓地の花筒にたまった汚水はカの幼虫であるボウフラの繁殖のもととなるため、その花筒から供花や水を捨てて蓋をするという徹底ぶりで、島民たちの反発にも遭った。
さらに、島民たちの採血調査にも奔走した。当時、フィラリア患者を出した家は悪い血筋との烙印を押されて差別される風潮があり、フィラリア宣告を恐れて採血を拒否する者が多かった。またフィラリアを遺伝病と信じ、自分の家系はフィラリアの血統ではないとして採血に応じない者も多かった。しかし荒木は根強く全島検診の参加を呼びかけ、フィラリア撲滅のために声を嗄らしつつ、島民たちを採血場へ連れて行った。フィラリアの病原体である寄生虫は、日中は人間の内臓などに潜んでおり、22時から24時までに血液中に出現する。そのため、夜のそのわずか2時間の間に島中の各戸を訪問して採血を終える必要があり、懐中電灯を手に島内を回り、採血を終えて帰宅するのは午前2時過ぎであった。この深夜の採血活動は最終的に1964年まで、12年間にわたって続けられた。
こうした努力の甲斐と、1962年（昭和37年）の特効薬スパトニン発見により、フィラリア患者は激減に至った。1966年時点では患者はわずか11人となり、沖の島はもはやフィラリアの島ではないとまでいわれた。

### 島民たちとの絆
沖の島への保健婦赴任は荒木が初めてであり、医師でも看護婦でもない「保健婦」の存在は、当初は島民の誰にも理解されなかった。荒木は島の生活に溶け込むため、保健婦として任務を超えて島民たちのために働いた。
男子が出稼ぎに出て生活苦に陥っている家のためには、生活保護の手続きを手伝った。夫婦喧嘩の仲裁、赤ん坊の世話をすることもあった。病気を患った農民の代りに畑仕事をすることもあった。保健婦の業務のために島を出て四国本土へ渡る際は、島民の代りに買い出しを引き受け、その買物の多さのために自分自身の買物はできなかった。
赴任当初、荒木のこれらの行為は島民たちから変わり者あつかいされ、「親切心の押し売り」とも呼ばれた。しかし次第に、多忙のあまり子供の世話を姑任せにしていた女性が、仕事の合間を縫って子供の世話をするなど、島民たちにも変化が現れ始めた。数年後にはこうした献身ぶり、さらにフィラリア撲滅の実績を経て、荒木に対する島民たちの信頼は絶対的なものとなった。いつしか皆に、下の名前「初子」から「はー姉さん」と呼ばれ、「お母さん」「お姉さん」とも呼ばれて慕われた。
荒木を信頼した島民たちはやがて、身の上相談すら荒木に持ちかけるようになった。保健婦としての範疇を超えた内容ではあったが、荒木は嫌な顔一つせずに応えた。地位のある家から貧乏な家まで、老人から子供まで、荒木は誰に対しても変らない笑顔で接し、愚痴をこぼすこともなかった。生活相談や悩み事の相談にも気さくに応じ、縁組にまで力を貸した。女性たちからは仕事で島を出ている夫のこと、共に暮す姑のこと、さらには生活の厳しさにともなう夫婦間の性生活の苦悩など、デリケートな家庭事情まで相談されるといった信頼ぶりであり、そうした秘密を決してほかに漏らさなかった。
後に、生活のすべてを保健婦活動に捧げている荒木へ、前述の恩師である上村聖恵らが島外への転任を持ちかけたことがあった。女性としての将来を考慮したものである。これを知った島民たちは、激しく抵抗した。高知県の厚生部へ島民たちからの問合せが次々に届き、挙句には島から県へ陳情団が訪れて、荒木の転任を取り消すよう訴えた。上村聖恵が実情調査のために島を訪れようとした際は、連絡船の船員が上村を高知県側の人間の1人と見なし、転任話を進めようとしているとして、乗船を拒否したほどであった。ある島民は上村を「あんた、荒木さんを変えるということは、この島の人は皆死ねといいうことかネ」と叱り飛ばした。結果的に荒木は、島民たちが自分を引きとめようとしていると知り、その信頼に応えるため、島に留まり続けることを決意した。
島内に村道が開通して往来が便利になった後は、それまで十数年も徒歩続きだった荒木への恩返しとして、島民たちからスクーターが贈られた。荒木が軽免許を取得する際には、島民たちが教習所へ嘆願し、ほかの者たちよりも先に免許を取らせてほしいと訴えたという。ただしスクーターが役立つのは、あくまで整備された村道1本だけであり、ほかの道は依然、徒歩を強いられた。
歴史・民俗学者の木村哲也が荒木の取材のために沖の島を訪れた際は、島外からの来訪者である木村に対して島民の1人が怪訝な態度をとったものの、荒木の取材と知るや態度が一変し、親切に荒木宅を木村に教えたという。

### 表彰、メディアでの著名化
1956年（昭和31年）、高知県の優良職員の第1回表彰者5名の中に選ばれた。後に宿毛市改善業者の表彰を受賞。1966年には自治大臣賞を受賞した。
翌1967年（昭和42年）、保健婦としての18年の功績が認められ、国民文化の向上に尽くした個人または団体に与えられる文化功労賞である「第1回吉川英治文化賞」を受賞。沖の島の島民たちは、自分たちのことのように大きく喜んだ。この際、島民たちは荒木を祝おうとしたものの、自分の祝いと言われたら荒木は決して出席しないだろう、と思い、料理を教えてほしいと言って荒木を呼び出し、ようやく祝賀会を開くことができたという。
この受賞を機に、沖の島に関心を抱いて好意の手が差し伸べられるケースも次第に増加した。同1967年からは岡山大学から年に数回、衛生についての講師が派遣された。また集団検診の際は、岡山大学の医師も助力のために島へ訪れた。
メディアでは、NHKテレビ番組『育て赤ちゃん』で荒木の活動が紹介されて一躍脚光を浴びた。1967年、直木賞作家である伊藤桂一が荒木の半生を『沖ノ島よ、私の愛と献身を』として著した。この作品により荒木は、悪条件下で風土病と闘いつつ多くの島民たちの命を救う孤島のヒロインとして全国的に注目され、高知県の保健婦の代名詞ともいえる存在となった。
翌1968年（昭和43年）、同書を原作とする映画『孤島の太陽』が上映された。NHKドラマ『おはなはん』で人気を博した女優の樫山文枝が荒木役を演じたことで注目を浴びた。荒木自身も「土佐のマザー・テレサ」「日本のマザー・テレサ」として全国的な話題となり、ブームは頂点に達した。

### 退職 - 晩年
映画『孤島の太陽』公開時、荒木も東京都での試写会に出席した。その直後に宿泊先のホテルで脳梗塞で倒れ、都内の病院に緊急入院した。それまでの体に蓄積した過労や、注目を浴びたことでの心労もあると見られている。その後は伊豆や高知で治療した。だが、右半身不随の後遺症が残り、右目の視力も失われた。1972年（昭和47年）、定年を前にして保健婦を退職した。
沖の島での懸命なリハビリの末、左手で美しい字を書くまでになった。不自由な体ながらも、島民たちからは依然として知識と経験を信頼されており、良き相談相手でもあった。自身は未婚ながら、多くの縁組にも力を貸した。助産婦として、出産のアドバイスも行なったほか、島民に背負われて妊婦のもとを訪れ、子供を取り上げたこともある。
1988年（昭和63年）、勲六等瑞宝章を受章した。
1998年、老衰のために四国本土の宿毛市平田町の特別養護老人ホームに入所した。島を離れても島民たちとの絆は深く、島の友人に「怒られてもあんたのところに帰りたい」と語っていた。また、島に診療所ができて新たな保健婦が配属された後も、子供に恵まれずに過疎の進む沖の島を気にかけていた。
同1998年9月10日、気管支肺炎により宿毛市内の病院で、満81歳で死去した。保健婦としての職務に全力を尽くし、生涯独身であった。遺志に基き、墓所は生地である沖の島弘瀬にある。

## 没後
2000年（平成12年）、追悼集『『孤島の太陽』をしのんで 故・荒木初子さん追悼集』が発行された。高知県幡多郡の高校生を中心としたサークルである幡多高校生ゼミナールのOBたちが、荒木の人生を後世に残す目的で発行したもので、前年に宿毛市で開催された『孤島の太陽』追悼上映会でのカンパにより発行が実現した。
高知県の保健婦駐在制度は荒木死去前年の1997年（平成9年）3月に、厚生省による保健所統廃合の方針に基づき廃止された。しかし荒木らの尽力により沖の島では、週末を除く週5日間は看護師2人が常駐し、医師も週4日間訪れている（2015年時点）。
一方、沖の島の人口は2010年代には過疎によりピーク時の1割弱にまで落ち込んでおり、荒木のことを知る者も減少しつつある。そのため島民たちは、映画『孤島の太陽』の上映会、後述する「荒木初子記念館」の維持など、荒木の功績を後世に残すための活動に努めている。また、宿毛市の若者たちによるまちおこしグループ「宿毛おたまじゃくしの会」も追悼イベントの開催、島の若者たちで構成される「沖の島二世会」への寄付などで協力している。荒木がフィラリア撲滅のために、カの繁殖の防止のために墓の水差しに蓋をするなどの取り組みは、令和期においても沖の島の習慣として根付いている。

## 関連施設・建築物
吉川英治文化賞受賞時、その賞金は高知県に寄付されており、それをもとに高知県や高知市から特別予算が組まれ、1968年に「宿毛市沖の島へき地保健衛生相談所」（沖の島衛生館）が完成した。保健婦の地域活動の拠点という目的でつくられたが、保健婦駐在制度の廃止後は本来の目的が失われ、イベント時の調理場などとして利用されている。
2015年（平成27年）には荒木生誕100年を前に、荒木の功績を称える島民や出身者ら「保健婦初子の会」により、沖の島に顕彰像「保健婦 初子の像」が建立された。生前の出勤時のトレードマークだった鞄を肩にかけ、赤ん坊を抱いた姿の石像で、沖の島の弘瀬港に面する公園に建てられている。2024年（令和6年）12月には、「保健婦初子の会」が、会員の高齢化を理由に年内での解散が決定したため、像は市に寄贈された。

### 荒木初子記念館

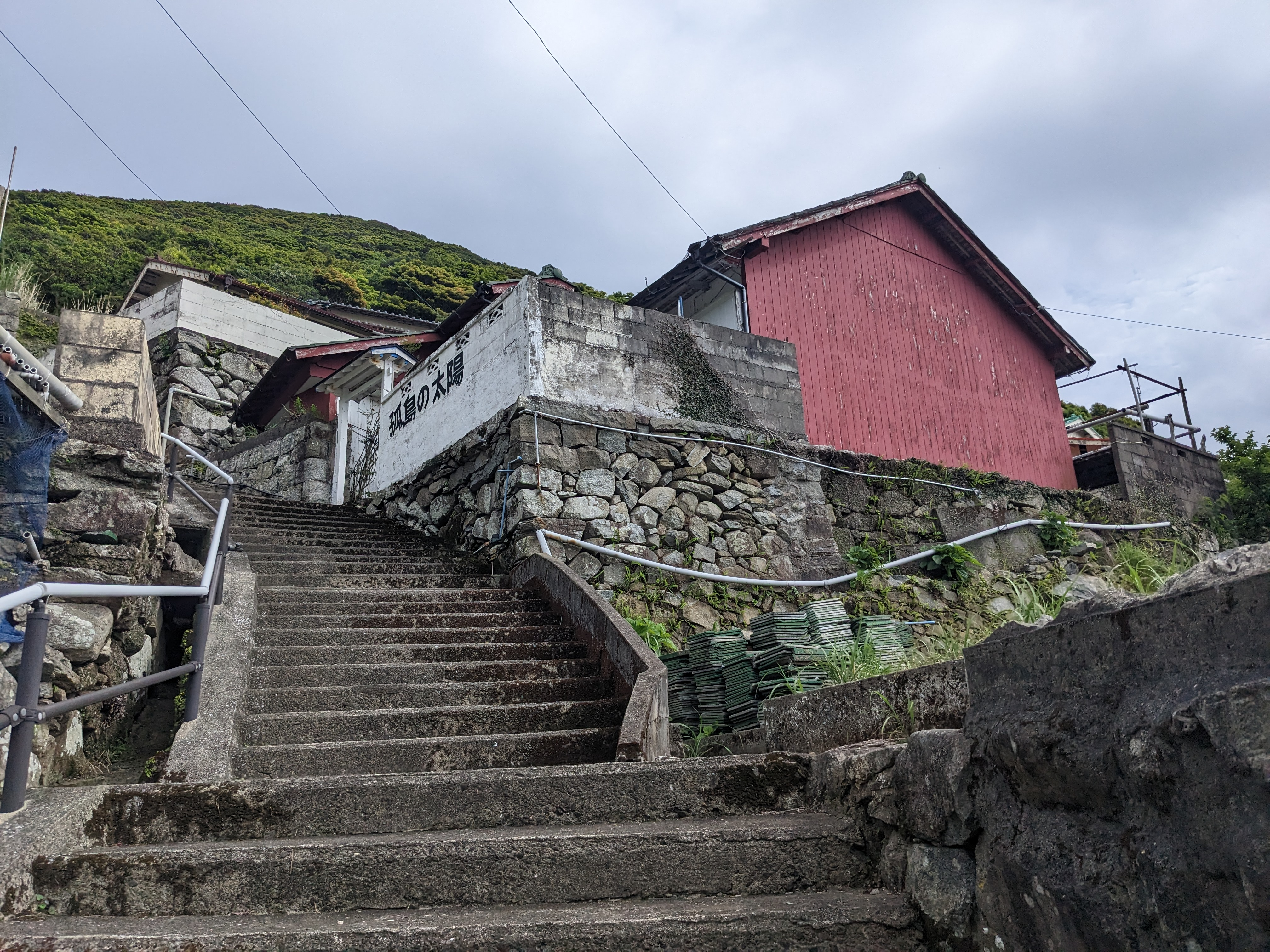
荒木初子記念館

荒木が弘瀬で生涯を送っていた自宅はその後、「荒木初子記念館」として保存された。荒木の生前の活動の調査と記録を行っていた幡多高校生ゼミナールの顧問らが当時の写真、賞状、関連記事を閲覧可能なようにまとめ、荒木の死去と同年から公開が始められた。
館内には家具や仏壇などが生前のままにされており、元気だった頃に右手で書いた手紙、右半身の自由を失った後に左手で書いた手紙などが保管された。台風やシロアリによる被害を被ったこともあるが、有志による『孤島の太陽』上映会や舞台公演による寄付などで修繕が続けられた。2015年春からは、「保健婦初子の会」が維持管理を引き受けていた。
しかし家屋の老朽化が著しい上に、「保健婦初子の会」の会員の高齢化に伴って館の維持が困難になり、維持のための資金も底を突きつつあるため、島外で生活する親族の了承のもと、2024年3月31日をもって閉館した。島民たちからは閉館を惜しみ、「数え切れない命が初子さんに救われた。それをどうか忘れないで」「島民に平等に愛情を注ぐ、まさに健康の女神でした」などの声が寄せられた。
同2024年4月から解体作業が開始されており、同年12月時点ではすでに解体が完了している。館内の写真や資料は、沖の島総合開発センターや、宿毛市内の宿毛歴史館で閲覧可能とするような方針が打ち出されている。

## 評価
荒木の恩師の上村聖子は、荒木を吉川英治文化賞へ推す際、彼女を以下のように評価した。
また、荒木が吉川賞の県代表に決定した際、上村は「私もまだ、保健婦の仕事なら、だれにも負けない自信はあります。しかし、沖ノ島だけは駄目です。とても、荒木さんにはかないそうもありませんから」と語っている。
同賞受賞当時、沖の島の島民の1人は、荒木のことを以下のように語った。
1970年代当時の高知県医務課長は、荒木を「保健婦の鑑（かがみ）」と呼んでおり、荒木に憧れて九州から県立保健婦専門学校に来た生徒もいたと語っている。保健婦駐在制度廃止後の平成時代においても、映画『孤島の太陽』で荒木に魅せられ、保健師となった女性もいる。
沖の島では荒木の没後も、彼女のことを印象深く記憶している島民が多い。自分の子供5人をすべて取り上げてくれた荒木を「生き神様」「私たちのナイチンゲール」と呼ぶ女性、医師も匙を投げた子供を荒木に救われ「命の恩人」と呼ぶ女性もいる。「保健婦初子の会」世話役の女性は、幼少期に罹患して毎日のように世話になったことから、「島民に平等に愛情を注ぐ、まさに健康の女神でした」と語っている。
荒木初子記念館には近年まで、研究者や学生たちが記念館を訪れていた。2024年3月にも帝京科学大学医療科学部のゼミ生らが訪れ、その内の理学療法士を目指す1人が「今はチーム医療が中心だが、当時は一人で何役もこなしていたので凄い」と感嘆した。記念館の閉館にあたっては、映画『孤島の太陽』で主演した樫山文枝が「荒木さんが切り開かれた道は、後に続く保健師の方々や女性の社会進出にとって希望となりました」とメッセージを寄せた。
一方では映画『孤島の太陽』の公開以来、荒木の活動は過剰なまでに母性が強調されて美化される傾向がある。だが、そうした風潮は、無医地区への医師の確保を怠る行政、その代用として安上がりに肩代わりされる保健婦、といった過酷さや問題点の隠蔽に繋がり、健全な評価とは言い難いとも指摘されている。
こうした保健婦の美化にともなう問題に対して、荒木同様に著名となった保健婦・乾死乃生（後の大阪府保険医協会相談室長）は以下のように語っている。
また、荒木の2代後に1972年（昭和47年）から沖の島に勤務していた保健婦は、荒木同様に沖の島出身であり、交通手段の未発達な沖の島に勤務していたことは、沖の島出身者にとっては必ずしも称賛に値するほどのことではないと、以下の通り冷静に分析している。
なお荒木自身は、その功績を決して誇示せず、表彰や授賞に対してはむしろ当惑していたという。数々の評価に対して、謙遜して以下の言葉を遺している。